# Notasteron
Notasteron is een geslacht van spinnen uit de familie mierenjagers (Zodariidae).

## Soorten
Het geslacht kent de volgende soorten:
- Notasteron carnarvon Baehr, 2005
- Notasteron lawlessi Baehr, 2005